# Nguyễn Thanh Huyền
Nguyễn Thanh Huyền (sinh ngày 12 tháng 8 năm 1996) là cầu thủ bóng đá nữ Việt Nam thi đấu ở vị trí trung vệ cho câu lạc bộ Hà Nội và đội tuyển nữ quốc gia Việt Nam.

## Sự nghiệp câu lạc bộ
- Cô trưởng thành từ lò đào tạo trẻ của Hà Nội và cô đã cùng lứa U19 Hà Nội giành được 2 chức vô địch U19 quốc gia liên tiếp vào các năm 2013, 2014, và ngôi á quân năm 2015.[3][4]

### Hà Nội II
- Từ mùa giải 2013, cô được đôn lên đội 1 của Hà Nội II để tham dự Giải vô địch quốc gia 2013. Với một đội hình gồm hàng loạt các cầu thủ trẻ của U19 Hà Nội như: Thanh Huyền, Hoàng Thị Loan, Thảo Anh, Thái Thị Thảo, Nguyễn Thị Mừng, Kim Liên, Mỹ Hảo,... nên không quá khó hiểu khi Hà Nội II kết thúc mùa giải ở vị trí cuối bảng xếp hạng trong 2 mùa liên tiếp với chuỗi thành tích 20 trận liên tiếp không thắng (trong đó có tới 18 trận thua).
- Mùa giải 2015, cô tiếp tục là trụ cột nơi hàng thủ của đội bóng trẻ Hà Nội II. Tại trận đấu thứ ba của mùa giải với TNG Thái Nguyên cô đã ghi một bàn thắng quan trọng giúp Hà Nội II giành chiến thắng sít sao 2–1 trước đội bóng quê chè. Qua đó giúp đội nhà có chiến thắng đầu tiên của mùa giải sau 2 trận thua trước các đối thủ rất mạnh là Hà Nội I và TP HCM I.[5] Hơn nữa, nó cũng giúp chấm dứt chuỗi 31 trận không thắng của Hà Nội II tại Giải vô địch quốc gia.[note 2] Vào cuối mùa, Hà Nội II đã cải thiện thành tích hơn 2 mùa trước khi có được 3 trận thắng và đứng thứ 5 trên bảng xếp hạng.

### Hà Nội
- Từ mùa giải 2016, cô được chuyển sang thi đấu cho Hà Nội I (nay là câu lạc bộ Hà Nội). Tại đây, cô đã dần dần khẳng định mình và hiện đang là một trong những sự lựa chọn khó có thể thay thế ở hàng thủ của đội bóng thủ đô.[1] Hiện tại, cô vẫn khoác chiếc áo số 3 của Hà Nội như thời còn thi đấu ở đội U19 và Hà Nội II. Cô chia sẻ mình thần tượng và noi gương theo cựu tuyển thủ quốc gia Đào Thị Miện, nay là HLV trực tiếp của Thanh Huyền.[6]
- Hiện nay, cô thuộc biên chế của Trung tâm Huấn luyện & Thi đấu TDTT Hà Nội.[7]

## Sự nghiệp quốc tế

### Tuyển trẻ
- Năm 2014, cô được HLV Nguyễn Duy Hùng triệu tập vào đội U19 Việt Nam tham dự Giải vô địch U19 Đông Nam Á 2014. Ở giải đó, cô được ra sân một lần với suất đá chính trong trận thắng 19–0 trước Đông Timor còn U19 Việt Nam thì kết thúc ở vị trí thứ 2 khi thua U19 Thái Lan trên loạt sút luân lưu trong trận chung kết.[8]
- Ở đợt tập trung ngay sau đó của đội U19, cô tiếp tục được gọi tham dự vòng loại thứ 2 Giải vô địch U19 châu Á 2015.[9] Trong trận đầu tiên gặp Singapore, Thanh Huyền đóng góp một bàn thắng ở phút thứ 14 nâng tỉ số lên 2–0 sau một cú sút đầy uy lực, góp công vào chiến thắng 11–0 của toàn đội.[10] Sang 2 trận đấu sau, Thanh Huyền đều được đá chính nhưng các cô gái trẻ của Việt Nam đã không vượt qua vòng loại do thất bại 0–3 trước Australia ở trận đấu cuối cùng.[11]

### Tuyển quốc gia
- Giữa năm 2018, cô được HLV Mai Đức Chung gọi tập trung cùng đội tuyển quốc gia tham dự Giải vô địch Đông Nam Á 2018 diễn ra ở Palembang, Indonesia. Kết thúc giải, cô có 2 lần vào sân từ băng ghế dự bị thay cho Chương Thị Kiều khi đối đầu với Indonesia và Philippines.[12][13] Còn đội tuyển Việt Nam giành vị trí thứ 3 chung cuộc sau khi hạ gục đội tuyển Myanmar với tỉ số 3–0 trong trận tranh huy chương đồng.[14] Sau giải đấu đó, cô tiếp tục nằm trong thành phần đội tuyển tham dự Asiad 18 ở Indonesia.[15] Ở kỳ đại hội này, cô được vào sân từ băng ghế dự bị trong trận thắng Thái Lan và đá chính trong trận thua Nhật Bản sau đó.
- Cuối tháng 3 năm 2019, cô được HLV Mai Đức Chung chọn để lên đường đi Uzbekistan tham dự vòng loại thứ 2 của Thế vận hội Tokyo 2020.[16] Sau 3 trận đấu, tuy cô không được ra sân nhưng đội tuyển Việt Nam vẫn giành ngôi nhất bảng với 3 trận toàn thắng và giành quyền vào vòng loại tiếp theo diễn ra vào đầu năm 2020 ở Jeju, Hàn Quốc.
- Với phong độ tốt thể hiện trong màu áo Hà Nội ở lượt đi Giải vô địch quốc gia 2019, cô tiếp tục được thầy Chung gọi lên đội tuyển quốc gia để tham dự Giải vô địch Đông Nam Á 2019 diễn ra ở Chonburi, Thái Lan.[7][17] Kết thúc giải, đội tuyển nữ Việt Nam đã xuất sắc giành chức vô địch Đông Nam Á lần thứ 3 trong lịch sử khi đánh bại chủ nhà Thái Lan trong trận chung kết với tỉ số 1–0.[18] Tuy không được ra sân lần nào tại giải lần này nhưng tuyển thủ trẻ của Hà Nội được HLV Mai Đức Chung coi như một trong những nhân tố tương lai của đội tuyển. Trên tuyển Việt Nam giai đoạn này, cô được xem như phương án dự phòng của những cầu thủ đã có thâm niên ăn cơm tuyển nhiều năm như: Trần Thị Hồng Nhung, Chương Thị Kiều,...
- Ở lần hội quân cuối năm 2019 cho SEA Games 30, Thanh Huyền không được gọi vào đội tuyển.[19][20][21]

## Phong cách thi đấu
Trái ngược với vẻ ngoài mảnh mai, mỏng manh của mình thì Thanh Huyền chơi khá rắn, mạnh mẽ và chắc chắn. Cô có chiều cao tốt, sức bền tốt, sở hữu lối chơi thông minh nên Thanh Huyền không dễ bị đánh bại trong những pha bóng tranh chấp tay đôi. Khả năng lựa chọn vị trí và những pha băng cắt chuẩn xác là điểm mạnh của nữ tuyển thủ sinh năm 1996 này.

## Thống kê

### Thi đấu quốc tế
Tính đến hết SEA Games 30.
| Đội tuyển | Năm  | Trận | Bàn |
| --------- | ---- | ---- | --- |
| Việt Nam  | 2018 | 4    | 0   |
| Việt Nam  | 2019 | 0    | 0   |
| Tổng      | Tổng | 4    | 0   |

## Đời sống cá nhân
- Hiện tại cô vẫn chưa kết hôn.
- Sau chức vô địch Đông Nam Á 2019 cùng đội tuyển, mặc dù chưa có nhiều cơ hội thể hiện mình nhưng cô đã được người hâm mộ chú ý nhiều do nhan sắc khá nổi bật. Tuyển thủ Hà Nội sở hữu gương mặt xinh xắn, dễ thương, với chiếc răng khểnh và nụ cười hết sức dịu dàng,... Những ngày sau trận chung kết với Thái Lan là chuỗi ngày cô được giới truyền thông và người hâm mộ chú ý với hàng loạt những bài viết và hình ảnh của cô được đưa tin trên báo chí. Đi kèm với chúng là những danh xưng như: nàng thơ, hoa khôi, hot girl... dành cho cô học trò của HLV Mai Đức Chung.[22][23][24][25][26] Chính tuyển thủ Hà Nội cũng cảm thấy bất ngờ vì sự nổi tiếng đột ngột sau đêm chung kết của mình.[6]

## Thành tích

### Câu lạc bộ
Hà Nội
- Giải vô địch quốc gia:  Á quân (2) 2016, 2019
- Cúp quốc gia:  Á quân (1) 2019

### Thi đấu quốc tế
U19 Việt Nam
- Giải vô địch U19 Đông Nam Á:  Á quân 2014

Việt Nam
- Giải vô địch Đông Nam Á:  2019